# Майкапар, Александр Евгеньевич
Алекса́ндр Евге́ньевич Майкапа́р (4 декабря 1946, Москва — 1 июня 2021) — советский и российский пианист, клавесинист

, органист, музыковед

, искусствовед, переводчик. Профессор Российской академии музыки имени Гнесиных. Заслуженный артист Российской Федерации (1999). Внук Самуила Майкапара.

## Биография
Родился 4 декабря 1946 года в Москве. Отец — Евгений Александрович Майкапар, инженер-машиностроитель, руководитель группы ВНИИГПЭ, эксперт Госкомитета по делам изобретений и открытий, сын композитора Самуила Моисеевича Майкапара и певицы Софии Эммануиловны Майкапар (отчество «Александрович» получил в честь крёстного). Мать — Наталия Львовна Майкапар (1919—2005), секретарь редакции журнала «Новый мир» в 1960—1989 годах, дочь советского коммуниста-хозяйственника, руководящего работника нефтяной промышленности Льва Густавовича Заммеля (1892—1941) и деятеля партии социалистов-революционеров Ирины Алексеевны Сысоевой (урождённой Бызовой; 1889—1937). Семья будущего музыканта (отец, мать и бабушка София) жила в коммунальной квартире дома № 8 по Настасьинскому переулку.
Окончил Государственный музыкально-педагогический институт им. Гнесиных (класс фортепиано Теодора Гутмана) и Московскую консерваторию (класс органа Леонида Ройзмана). С 1970 года концертировал в России и в других странах, исполняя широкий круг старинной музыки: в частности, выступал с программами, включающими полные собрания клавесинных произведений Иоганна Себастьяна Баха и Франсуа Куперена, все клавирные сонаты Йозефа Гайдна, записывал сочинения русских композиторов XVIII века. Под редакцией или в переложениях Майкапара издан ряд произведений Баха. Систематически публиковал популярные статьи о музыке в газете для учителей «Первое сентября», с 1998 года выступал как комментатор в программах радио BBC.
В переводе Александра Майкапара опубликованы по-русски книги Ванды Ландовской «О музыке» (1991, 2-е издание 2005), Эрвина Бодки «Интерпретация клавирных произведений Баха» (1993), Уолтера Эмери «Орнаментика Баха» (1996), а также известный справочник Генри Уильяма Саймона «100 великих опер», который Майкапар дополнил приложением «Шедевры русской оперы». Кроме музыковедческой литературы, в переводе Майкапара вышел «Словарь сюжетов и символов в искусстве» Джеймса Холла и Кеннета Кларка (1996), за которым последовала уже собственная работа Майкапара в этом направлении — популярный компендиум христианских мотивов в западноевропейской иконографии «Новый Завет в искусстве» (1997): по мнению рецензента,

Должная выступать в качестве справочного пособия, эта книга сопротивляется беглому пролистыванию, она — для неспешного чтения.

В дальнейшем, развивая тему, подготовил (совместно с Н. А. Борисовской) альбом «Жизнь Христа в произведениях живописи» (2001).
С сентября 2010 года вёл класс клавесина на кафедре органа и клавесина Российской академии музыки имени Гнесиных. Также преподавал клавесин в музыкальном колледже Московского государственного института музыки имени А. Г. Шнитке. С 2019 года проводил семинары и мастер-классы по программе Национального проекта «Культура». В 2020 году записал для дистанционного показа цикл из 20 лекций «История идей в европейском искусстве».
В 2017 году издал автобиографический роман «42 048 000», в 2020 году — книгу «Моя жизнь (и смерть) в искусстве. Дневник эпохи коронавируса».
Умер 1 июня 2021 года от COVID-19.

## Общественная деятельность
- Председатель Московского культурно-просветительского общества караимов (2006—2012)[17]
- Председатель правления Региональной общественной организации «Национально-культурная автономия караимов города Москвы» (2012—2021)[18][19]